# Clint Walker
Clint Walker, Norman Eugene Walker (Hartford, Illinois, 1927. május 30. – Grass Valley, Kalifornia, 2018. május 21.) amerikai színész, énekes.

## Filmjei

### Mozifilmek
- Jungle Gents (1954)
- Tízparancsolat (The Ten Commandments) (1956)
- The Travellers (1957)
- Fort Dobbs (1958)
- Yellowstone Kelly (1959)
- Requiem to Massacre (1960)
- Gold of the Seven Saints (1961)
- Send Me No Flowers (1964)
- Csupán a bátrak (None But the Brave) (1965)
- A grizzli éjszakája (The Night of the Grizzly) (1966)
- Maya (1966)
- A piszkos tizenkettő (The Dirty Dozen) (1967)
- Életre-halálra (More Dead Than Alive) (1969)
- Sam Whiskey (1969)
- A nagy bankrablás (The Great Bank Robbery) (1969)
- The Phynx (1970)
- Pancho Villa bosszúja (Pancho Villa) (1972)
- Baker's Hawk (1976)
- A fehér bölény (The White Buffalo) (1977)
- Deadly Harvest (1977)
- Hysterical (1983)
- The Serpent Warriors (1985)
- Chipkatonák (Small Soldiers) (1998, hang)

### Tv-filmek
- Yuma (1971)
- Hardcase (1972)
- The Bounty Man (1972)
- Scream of the Wolf (1974)
- Killdozer (1974)
- Snowbeast (1977)
- Centennial (1978)
- Mysterious Island of Beautiful Women (1979)
- The All American Cowboy (1985) (TV Movie)
- A nagy hazárdőr 4. (The Gambler Returns: The Luck of the Draw) (1991) (TV Movie)

### Tv-sorozatok
- Cheyenne (1955–1962, 108 epizódban)
- Maverick (1960, egy epizódban)
- 77 Sunset Strip (1963, két epizódban)
- Kraft Suspense Theatre (1964, egy epizódban)
- The Lucy Show (1965–1966, két epizódban)
- Kodiak (1974, 13 epizódban)
- Szerelemhajó (The Love Boat) (1983, egy epizódban)
- Trópusi hőség (Sweating Bullets) (1993, egy epizódban)
- Kung fu: A legenda folytatódik (Kung Fu: The Legend Continues) (1995, egy epizódban)

## További információ
- Hivatalos oldal
- Clint Walker a PORT.hu-n (magyarul)
- Clint Walker az Internetes Szinkronadatbázisban (magyarul)
- Clint Walker az Internet Movie Database-ben (angolul)
- Clint Walker a Rotten Tomatoeson (angolul)